# Agustín de Vildósola y Aldecoa
Agustín de Vildósola y Aldecoa (28 de agosto de 1700, Villaro, Vizcaya-abril de 1754, Pitic, Nueva España) gobernador y capitán general de las Provincias de Sonora y Sinaloa. Originario de Villares, Vizcaya, España. Radicado en Sonora adquirió la hacienda de Tehuachi y en 1728 el virrey marqués de Casafuerte le mandó expedir despacho de sargento mayor de milicias.
Tomó parte en diversas expediciones armadas para perseguir y castigar a los indios rebeldes y adquirió los terrenos del antiguo pueblo del Pitic, que convirtió en hacienda e introdujo allí el cultivo de la vid. Operó a las órdenes del gobernador Manuel Bernal de Huidobro, con el mando de una sección de milicianos y soldados, permaneció acantonado en el pueblo de Tecoripa durante la sublevación de los yaquis, le sucedió en los mandos político y militar a principios de 1741, y estableció una compañía presidial en su hacienda para garantía de sus intereses. Prosiguió las operaciones en contra de los indios rebeldes, los derrotó en el mismo pueblo de Tecoripa y en Otancahui y los obligó a pedir la paz, restableciendo la tranquilidad. Los adictos a Bernal hicieron correr especies alarmantes en contra de los jesuitas, Vildósola procuro atraérselos para calmar el ambiente y entró en correspondencia epistolar con los directores de las misiones.
Fue el primer gobernador que trató de impulsar armadores para que se dedicaran al buceo de perlas en el golfo de California; persiguió con actividad a los apaches, de quienes sufrió los excesos en su hacienda de Tehuachi que fue saqueada e incendiada el 22 de febrero de 1746, y concluyó por chocar con los capitanes de los presidios militares que le estaban subordinados, porque no secundaban sus ideas en el desarrollo de las operaciones militares, y los acusó de falta de actividad. Pretendió removerlos de sus cargos y se opusieron porque obtenían las plazas en propiedad. Como consecuencia se originó una división entre los vecinos, pues unos opinaron en contra de la política del gobernador y otros la apoyaban, contándose entre estos los misioneros de la Compañía de Jesús. Aunque supo defenderse de estos cargos, sin embargo en 1748 se mandó de México al licenciado José Rafael Rodríguez Gallardo con carácter de juez pesquisador. A su arribo al El Pitic lo suspendió en el ejercicio del gobierno, inició las averiguaciones y lo conminó para que se dirigiera a la Ciudad de México mientras se terminaba la pesquisa. Estas medidas y la orden enviada por el padre provincial a todos los misioneros que se encontraban en Sonora "bajo del principio de santa obediencia" que no declaraban ni en pro ni en contra en el juicio que se seguía a Vildósola, ni directa ni indirectamente, acabaron de calmar los ánimos. 
En el informe del visitador Gallardo se consigna el siguiente párrafo: "...El cargo hecho a Vildósola no fue precisamente que residiese en país, sino que residiese en El Pitic sin moverse, sin arreglar al Seri, sin afianzar el Presidio por medio de repartimiento de tierras y de que residiese en El Pitic, que no era la Capital, sino su Hacienda". A fines de 1750 logró la titulación de 13 caballerías de tierra a lindes del pueblo de San Pedro de la Conquista (hoy Hermosillo), con lo que aumentó su propiedad rústica, no volvió a ejercer gobierno, una vez agotada la averiguación volvió a radicarse en la provincia y terminó sus días en abril de 1754.